# 휴스턴 미술관

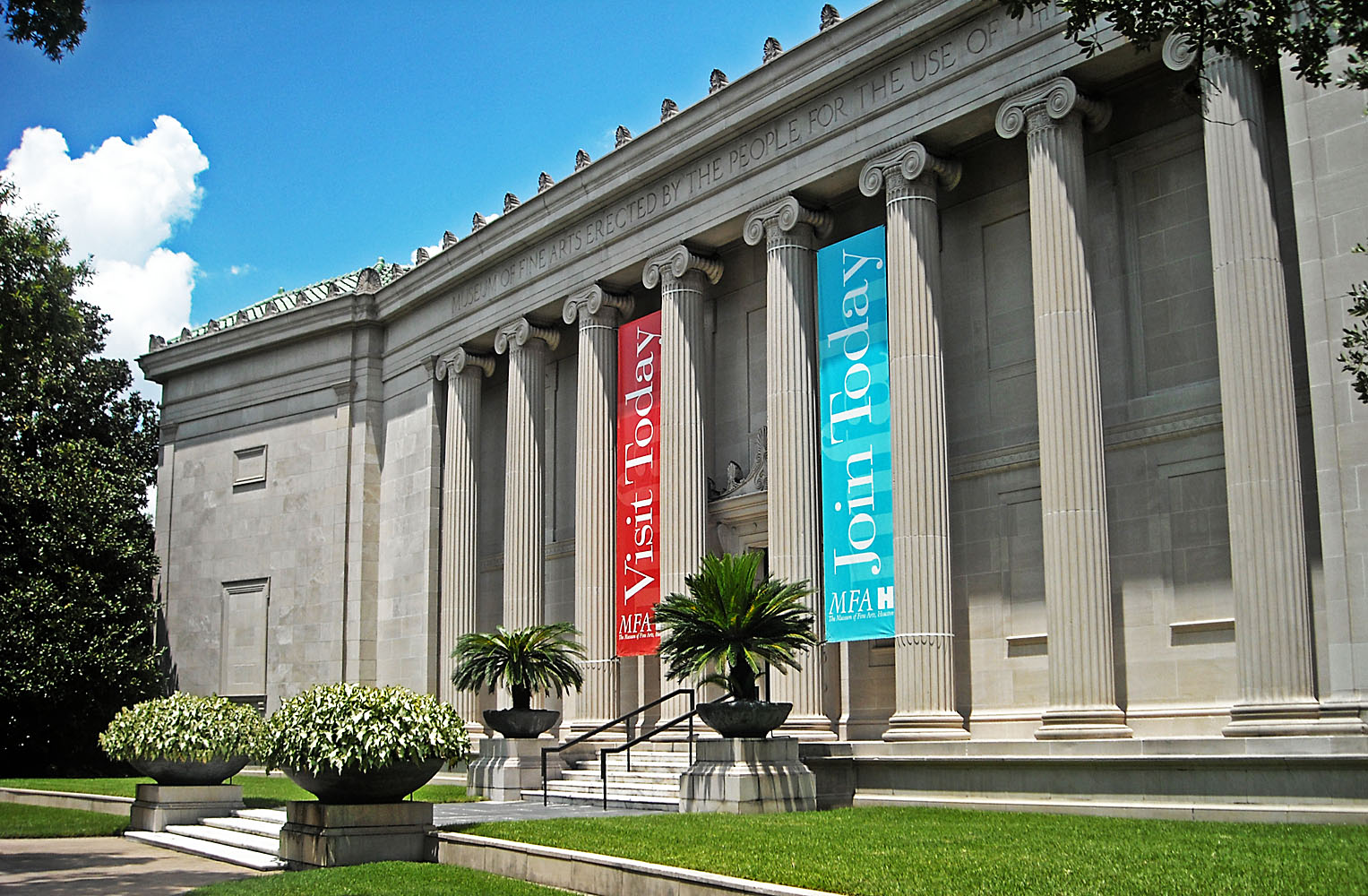
휴스턴 미술관

휴스턴 미술관(영어: Museum of Fine Arts, Houston, MFAH)은 미국 텍사스주 휴스턴에 있는 미술관이다. 미술관의 소장품은 64,000점 가까이 되어 세계 각국의 6,000년 전부터 현대에 이르기 다양한 작품을 수집하고 있다.
전시회 등의 프로그램과 출판 등을 통해 휴스턴의 사회에 혜택을 주고 있으며, 전시회, 워크샵, 자원 센터 등을 방문하는 관광객은 연간 125만명에 이른다. 또한 박물관의 관외 활동에는 50만명 이상이 참가한다.

## 같이 보기
- 가장 큰 미술관 목록